# Zalig Zijn De Armen Van Geest
Zalig Zijn De Armen Van Geest är ett musikalbum av den nederländska gruppen At the close of every day. Albumet släpptes 2002.

## Låtlista
1. "Hemelsblauw" — 1:07
2. "The Sound of Someone Watching Me" — 3:05
3. "Hallways" — 2:40
4. "The Glory of Ignorance" — 3:08
5. "The Drive-Way" — 1:48
6. "Rain or Shine" — 3:08
7. "Dealing with Hatred" — 3:48
8. "In the Light I Wrap My Tears" — 3:17
9. "Weltschmerz Konzept" — 2:08
10. "Zalig Zijn de Armen Van Geest" — 2:25
11. "The Truth Is Always One Step Behind" — 3:25
12. "Lower World' — 9:24